# كورت ليفين (سياسي)
كورت ليفين هو سياسي أمريكي، ولد في 21 نوفمبر 1947 في نيو بريتن في الولايات المتحدة، وتوفي في 31 يوليو 2012 في أورلاندو في الولايات المتحدة. نشط حزبياً في الحزب الديمقراطي. وقد انتخب عضو مجلس نواب فلوريدا ‏.